# Udo Benzenhöfer

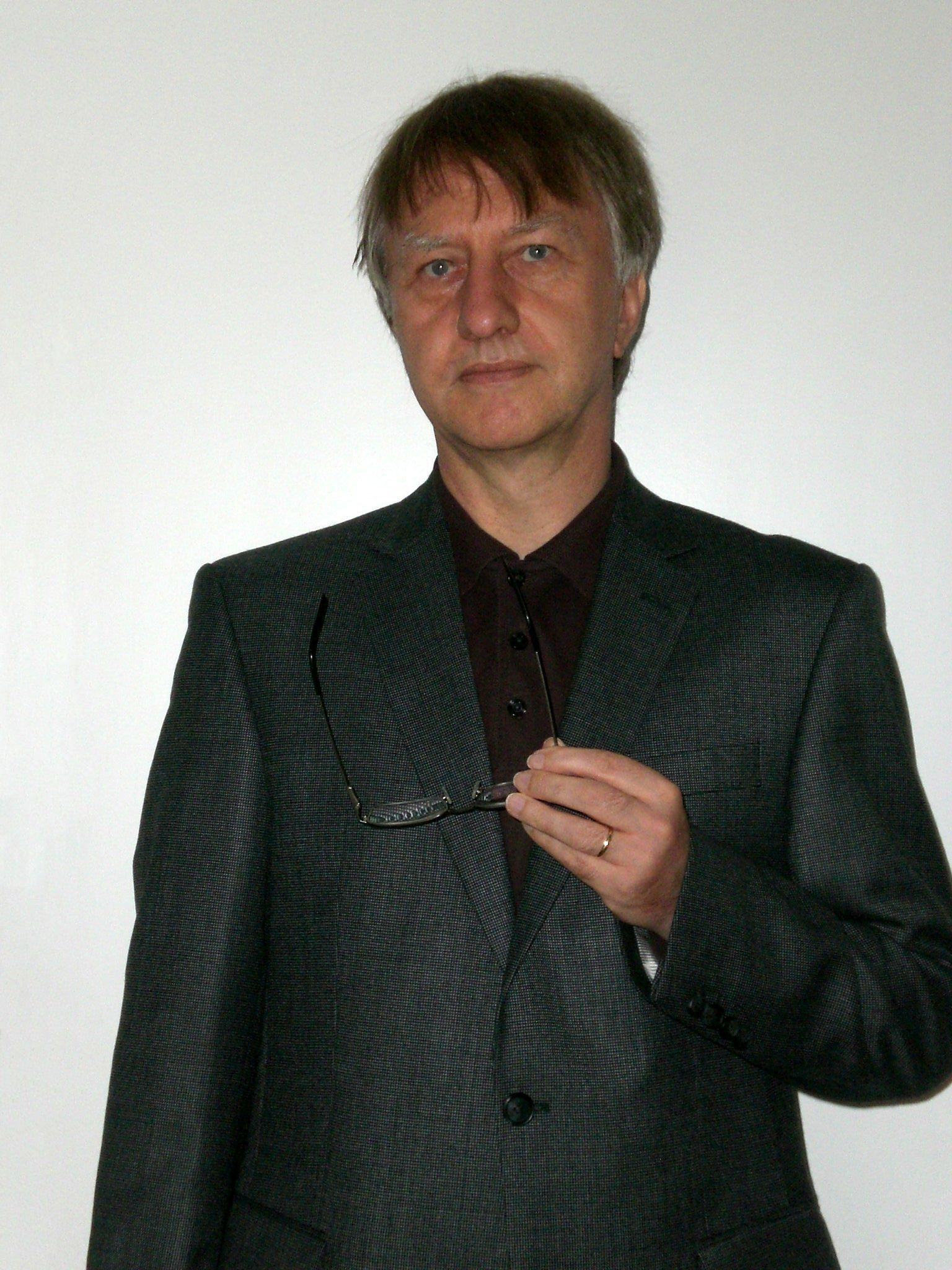
Udo Benzenhöfer, 2014

Udo Benzenhöfer (* 6. September 1957 in Pforzheim; † 5. März 2021 in Heidelberg) war ein deutscher Medizinhistoriker, Arzt, Hochschullehrer und Sachbuchautor. Seine Forschungsschwerpunkte waren Medizin und Literatur, Paracelsus, Medizin im Nationalsozialismus, Geschichte und Ethik von „Euthanasie“ und Sterbehilfe sowie die Geschichte der Frankfurter Universitätsmedizin.

## Leben
Benzenhöfer absolvierte nach dem Ende seiner Schullaufbahn von 1976 bis 1983 ein Studium der Medizin an der Universität Heidelberg, wo er 1983 mit der Dissertation Medizin und Literatur – James Joyce zum Dr. med. promoviert wurde.
Parallel hatte er 1981 in Heidelberg ein Studium der Germanistik und Philosophie begonnen. Aufgrund seiner Zivildienstzeit, die er als Arzt ableistete, musste er das Zweitstudium unterbrechen. 1988 wurde er in Heidelberg bei Oskar Reichmann mit einer von Joachim Telle angeregten, durch ein Promotionsstipendium des Evangelischen Studienwerkes Villgst geförderten germanistischen Dissertation über ein medizinisch-alchemistisches Thema – die deutschsprachige Rezeption der Consideratio quintae essentiae – von der Neuphilologischen Fakultät zum Dr. phil. promoviert.
Danach erhielt er eine Anstellung als Assistent an der Abteilung für Medizingeschichte an der Medizinischen Hochschule Hannover, wo er sich 1991 für Geschichte der Medizin habilitierte und als Privatdozent sowie als kommissarischer Direktor der Abteilung Geschichte der Medizin tätig wurde. Er wurde an der Medizinischen Hochschule Hannover 1996 zum außerordentlichen Professor ernannt. Von 2001 bis 2004 war er als wissenschaftlicher Mitarbeiter am Medizinhistorischen Institut der Universität Bonn beschäftigt.
Anfang Oktober 2004 wurde er zum ordentlichen Professor für Geschichte und Ethik der Medizin der medizinischen Fakultät der Universität Frankfurt am Main berufen, wo er als Direktor dem Senckenbergischen Institut für Geschichte und Ethik der Medizin vorstand.
Seit 1995 war er mit der Theologin Karin Finsterbusch verheiratet.

## Veröffentlichungen (Auswahl)
- Medizin und Literatur – James Joyce. Kritisches zu Medizin in der Literatur: Pindar, Poe, Flaubert. Klemm & Oelschläger, Ulm 2021.
- Kindereuthanasie in der NS-Zeit unter besonderer Berücksichtigung von Reichsausschussverfahren und Kinderfachabteilungen. Klemm & Oelschläger, Ulm 2020.
- Der Kinder- und Jugendpsychiater Hans Heinze und die „NS-Euthanasie“ unter besonderer Berücksichtigung der „Kinderfachabteilung“ in Görden. Klemm & Oelschläger, Ulm 2019.
- Der Bau von Ausweichkrankenhäusern und die Verlegungen von Geisteskranken in Verantwortung von Karl Brandt nach dem Stopp der Aktion T4. Klemm & Oelschläger, Ulm 2018, ISBN 978-3-86281-124-3.
- mit Gisela Hack-Molitor: Zur Emigration des Neurologen Kurt Goldstein. Klemm & Oelschläger, Ulm 2017. (PDF)
- Entwürfe für ein NS-„Euthanasie“-Gesetz (1939/1940). Klemm & Oelschläger, Ulm 2017. (PDF)
- Geschichte der Medizin im Überblick. Klemm & Oelschläger, Ulm 2016. (PDF)
- mit Monika Birkenfeld: Angefeindete, vertriebene und entlassene Assistenten im Bereich der Universitätsmedizin in Frankfurt am Main in der NS-Zeit. Klemm & Oelschläger, Ulm 2016.
- mit Hanns Ackermann: Die Zahl der Verfahren und der Sterilisationen nach dem Gesetz zur Verhütung erbkranken Nachwuchses. Kontur, Münster 2015. (PDF)
- Das Dr. Senckenbergische Institut für Geschichte und Ethik der Medizin in Frankfurt am Main vom WS 2004/05 bis zum WS 2014/15. Kontur, Münster 2015.
- mit Thomas Oelschläger und Rainer Danzinger: Die Ermordung von Psychiatriepatienten aus der Steiermark in der NS-Zeit. Linz 2015.
- mit Gisela Hack-Molitor: Die Ehrenpromotion des Verlegers Bruno Hauff in Frankfurt am Main zum Dr. med. im Jahr 1931 und die von Willi Geiger gezeichneten Tischkarten zum Doktorschmaus. Münster 2014.
- Die Universitätsmedizin in Frankfurt am Main von 1914 bis 2014. Kontur, Münster 2014. (PDF)
- Das Städtische Krankenhaus in Frankfurt am Main von 1884 bis zur Eröffnung des Universitätsklinikums 1914. Klemm & Oelschläger, Münster/Ulm 2013.
- Die Frankfurter Universitätsmedizin zwischen 1933 und 1945. Klemm & Oelschläger, Münster/Ulm 2012. (PDF)
- Die Gründungsgeschichte der Medizinischen Fakultät in Frankfurt am Main. Klemm & Oelschläger, Münster/Ulm 2011.
- Das kleine 68. Proteste von Medizinstudenten in Frankfurt am Main um 1968; mit einem Beitrag des ehemaligen Frankfurter AStA-Vorsitzenden Hans-Jürgen Birkholz. Klemm & Oelschläger, Münster/Ulm 2011. (PDF)
- mit Christiane Steuer: Das israelische Gesetz über Sterbehilfe und über Betreuung am Lebensende aus dem Jahr 2005. Wetzlar 2010.
- mit Monika Birkenfeld: Opposition in der NS-Zeit. Der Fall des Frankfurter Medizinstudenten Arnd von Wedekind (1919–1943). Klemm & Oelschläger, Münster/Ulm 2010.
- Euthanasia in Germany Before and During the Third Reich. Münster 2010.
- mit Gisela Hack-Molitor: Luis Kutner and the development of the advance directive (living will). Wetzlar 2009. (PDF)
- Der gute Tod? Geschichte der Euthanasie und Sterbehilfe. Vandenhoeck & Ruprecht, Göttingen 2009 (Digitalisat).
- Der Fall Leipzig (alias Fall „Kind Knauer“) und die Planung der NS-„Kindereuthanasie“. Klemm & Oelschläger, Münster 2008. (PDF)
- Skriptum Medizingeschichte. GWAB-Verlag, Wetzlar 2007.
- Der Arztphilosoph Viktor von Weizsäcker. Leben und Werk im Überblick. Vandenhoeck & Ruprecht, Göttingen 2007.
- Zur Genese des Gesetzes zur Verhütung erbkranken Nachwuchses. Klemm & Oelschläger, Münster 2006. (PDF)
- Ärztliche Wahrheit – patientliche Wahrheit. Franz Rosenzweig, seine Krankheit und seine Ärzte (unter besonderer Berücksichtigung von Richard Koch und Viktor von Weizsäcker). Klemm & Oelschläger, Münster 2006.
- mit T. Oelschläger, D. Schulze, M. Simunek: „Kinder- und Jugendlicheneuthanasie“ im Reichsgau Sudetenland und im Protektorat Böhmen und Mähren. GWAB, Wetzlar 2006.
- Studien zum Frühwerk des Paracelsus im Bereich Medizin und Naturkunde. Klemm & Oelschläger, Münster 2005.
- „Kinderfachabteilungen“ und „NS-Kindereuthanasie“ (= Studien zur Geschichte der Medizin im Nationalsozialismus. Band 1). GWAB, Wetzlar 2000.
- Jüdische Ärzte in Hannover 1933 bis 1945 (= Studien zur Geschichte der Medizin im Nationalsozialismus. Band 13). GWAB, Wetzlar 2000.
- Der gute Tod? Euthanasie und Sterbehilfe in Geschichte und Gegenwart. Beck, München 1999, ISBN 3-406-42128-8.
- mit Karin Finsterbusch: Moraltheologie pro „NS-Euthanasie“. Studien zu einem „Gutachten“ (1940) von Prof. Joseph Mayer mit Edition des Textes.  Hannover 1998.
- Paracelsus. Rowohlt, Reinbek bei Hamburg 1997.
- Verzeichnis der medizinhistorischen Dissertationen aus der BRD zwischen 1960 und 1969. Aachen 1994.
- Psychiatrie und Anthropologie in der ersten Hälfte des 19. Jahrhunderts. Pressler, Hürtgenwald 1993 (Habilitationsschrift, Medizinische Hochschule Hannover, 1991).
- Verzeichnis der medizinhistorischen Dissertationen aus den westlichen Besatzungszonen bzw. aus der BRD zwischen 1945 und 1959. Mainz, Aachen 1993.
- Zur Sozialgeschichte der Psychiatrie im Königreich Hannover (1814–1866). Mainz, Aachen 1992.
- Der hannoversche Hof- und Leibarzt Paul Gottlieb Werlhof (1699–1767). Mainz, Aachen 1992, ISBN 3-925714-74-X.
- Bibliographie der zwischen 1975 und 1989 erschienenen Schriften zur Geschichte der Psychiatrie im deutschsprachigen Raum. Burgverlag, Tecklenburg 1992.
- Johannes’ de Rupescissa „Liber de consideratione quintae essentiae omnium rerum“ deutsch. Studien zur Alchemia medica des 15. bis 17. Jahrhunderts mit kritischer Edition des Textes (= Heidelberger Studien zur Naturkunde der frühen Neuzeit. Band 1). Steiner-Verlag Wiesbaden, Stuttgart 1989, ISBN 3-515-05388-3 (Zugleich Philosophische Dissertation, Universität Heidelberg, 1988).
- Joachim Tancke (1557–1609). Leben und Werk eines Leipziger Paracelsisten. In: Sepp Domandl (Hrsg.): Paracelsus und Paracelsisten. Vorträge 1984/85 (= Salzburger Beiträge zur Paracelsusforschung. Band 25). Wien 1987, S. 9–81.
- Medizin und Literatur – James Joyce. 1983 (Dissertation, Universität Heidelberg, 1983).

## Herausgaben
- Ehrlich, Edinger, Goldstein u. a.: erinnerungswürdige Frankfurter Universitätsmediziner. Klemm & Oelschläger, Münster/ Ulm 2012
- Die Medizinische Fakultät der Universität Frankfurt am Main im Spiegel der Sitzungsberichte (1914–1941). Klemm & Oelschläger, Münster/ Ulm 2011.
- Mengele, Hirt, Holfelder, Berner, von Verschuer, Kranz: Frankfurter Universitätsmediziner der NS-Zeit. Klemm & Oelschläger, Münster 2010.
- Studien zur Geschichte und Ethik der Medizin mit Schwerpunkt Frankfurt am Main. GWAB-Verlag, Wetzlar 2008.
- mit Gisela vom Bruch: Von der Diät für die Seele. Laurentius, Hannover 1995.
- Herausforderung Ethik in der Medizin: Beiträge aus der Medizinischen Hochschule Hannover. Lang, Frankfurt am Main/ Berlin/ Bern/ New York/ Paris/ Wien 1994.
- Anthropologische Medizin und Sozialmedizin im Werk Viktor von Weizsäckers. Lang, Frankfurt am Main/ Berlin/ Bern/ New York/ Paris/ Wien 1994.
- Paracelsus, Wiss. Buchges., Darmstadt 1993.
- Medizin im Spielfilm der fünfziger Jahre. Centaurus-Verlag-Ges., Pfaffenweiler 1993. (PDF)
- mit Wilhelm Kühlmann: Heilkunde und Krankheitserfahrung in der frühen Neuzeit: Studien am Grenzrain von Literaturgeschichte und Medizingeschichte. Niemeyer, Tübingen 1992 (= Frühe Neuzeit. Band 10).
- mit Wolfgang U. Eckart: Medizin im Spielfilm des Nationalsozialismus. Burgverlag, Tecklenburg 1990.
- mit Eva Erdmann: „Dir schenken ein kunstlos Lied“: Heidelberg-Gedichte – eine Anthologie. Rigodon-Verlag, Essen 1985.